# PW-4 Pelikan
PW-4 Pelikan – polski motoszybowiec zaprojektowany na Politechnice Warszawskiej.

## Historia
Zespół Technologii Lotniczych Konstrukcji Kompozytowych na Wydziale MEiL Politechniki Warszawskiej, kierowany przez dr. inż. Romana Świtkiewicza, opracował w 1989 r. projekt motoszybowca PW-4 Pelikan. Głównym celem budowy motoszybowca było zebranie doświadczeń związanych z budową statków powietrznych wyposażonych w jednostki napędowe. Zakładano maksymalne wykorzystanie gotowych elementów z szybowca PW-3 Bakcyl, zachowanie niskiej masy własnej oraz prostej i taniej konstrukcji. 
Z konstrukcji Bakcyla przeniesiono układ zastrzałowego górnopłata, kabinę z miejscami w układzie tandem oraz skrzydło o profilu CAGI R-III. Do napędu pierwotnie przewidywano silnik PZL F-2A Frankin, ostatecznie zdecydowano się na użycie silnika Limbach 2000 EC1.
Powstały dwa egzemplarze: S-01 do badań statycznych oraz S-02 do badań w locie. Prototyp, o znakach rejestracyjnych SP-P050, został oblatany w dn. 23.12.1990 r. na lotnisku Babice przez Januarego Romana. Badania zakończono w lipcu 1995 r., kiedy to motoszybowiec otrzymał orzeczenie Inspektoratu Kontroli Cywilnych Statków Powietrznych. 
Na podstawie wyników prób uznano, że motoszybowiec nie odpowiada wymogom ówczesnego rynku lotniczego i zaniechano dalszych prac rozwojowych nad tą konstrukcją. Ponadto zespół konstrukcyjny był już zaangażowany w prace nad szybowcem klasy światowej PW-5 Smyk. 
Jedyny egzemplarz latający, ze znakami SP-8050, był użytkowany do 2 listopada 2012 r., kiedy to uległ katastrofie. W latach 2014–2015 pracownicy i absolwenci Wydziału MEiL Politechniki Warszawskiej odbudowali go do stanu ekspozycyjnego i przekazali do Muzeum Lotnictwa Polskiego w Krakowie.

## Konstrukcja
Dwumiejscowy zastrzałowy górnopłat o konstrukcji kompozytowej z silnikiem pchającym.
Skrzydło jednodźwigarowe, o obrysie prostokątnym z trapezowymi końcówkami, za dźwigarem pokryte tkaniną. Lotki typu Friese z napędem popychaczowym. Hamulce aerodynamiczne płytowe umieszczone na górnej powierzchni skrzydła. 
Kadłub o konstrukcji skorupowej z kompozytu szklano-epoksydowego, kabina przechodzi w belkę ogonową o przekroju kołowym. Kabina zakryta z miejscami w układzie tandem, tablica przyrządów tylko w pierwszej kabinie. Osłona kabiny jednoczęściowa, otwierana na bok.
Usterzenie w układzie klasycznym, kompozytowe, ster kierunku pokryty tkaniną. Usterzenie o profilu Wortman FX-71-L-150/30. Sterowanie sterem wysokości popychaczowe, steru kierunku linkowe.
Podwozie stałe trójkołowe z kołem przednim. Koło przednie sterowane, amortyzowane.
Napęd: silnik Limbach L2000 EC1 o mocy 59,6 kW (80 KM), dwułopatowe śmigło pchające Hamilton o średnicy 1,55 m.